# Aeroportul Linyi Shubuling
Aeroportul Linyi Shubuling (IATA: LYI, ICAO: ZSLY) este un aeroport din Hedong District⁠(d), Linyi City⁠(d), Shandong, Republica Populară Chineză ce deservește zona Linyi City⁠(d). Aeroportul a fost tranzitat în 2022 de 1.182.825 de pasageri.
Situat la o altitudine de 68 m, aeroportul dispune de 1 pistă.

## Infrastructură

### Piste
Aeroportul dispune de o singură pistă. Pista 01/19 are suprafața de beton. 